# دارة مؤقتة
دوائر المؤقتات أو دوائر المزمنات (بالإنجليزية: Timer Circuits)‏ هي دوائر كهربية أساسية لعمل الدوائر المنطقية، وللتحكم في الدوائر المنطقية، فإن إشارة الساعة (Clock signal) أو إشارة التزامن تكون موزعة خلال النظام الرقمي، وهذه الإشارة يمكن توليدها عن طريق مولد نبضات، وهذه الإشارة الحادة (sharp) عند الحافة الموجبة (Positive Edge) والحادة عند السالبة (Negative Edge) تستخدم للتحكم في تتابع العمليات في الدوائر الرقمية.
ودوائر S-R ،D-Type, J-K كلها تعتبر أمثلة على متعدد الاهتزازات ثنائي الاستقرار (Bistable Multi-vibrator) وسوف نناقش في هذه الدراسة متعدد الاهتزازات غير المستقر (A-Stable Multi-vibrator) والذي ليس له حالة مستقرة وعادة ما يستخدم كمولد للنبضات، والنوع الثالث لمتعدد الاهتزازات هو أحادي الاستقرار (Constable Multi-vibrator) الذي يولد نبضة مستطيلة (Rectangular Pulse) لها عرض ثابت (Fixed Duration).

## دوائر متعدد الاهتزازات غير المستقر Astable

دائرة متعدد الاهتزازات غير المستقر (Astable) باستخدام الترانزستورات.

دائرة متعدد الاهتزازات غير المستقر (بالإنجليزية: Astable Multi-vibrator circuit)‏ والذي يطلق عليه أحيانا اسم طليق الحركة (Free running) يمكن بنائه من الترانزستورات كما هو موضح في الشكل، أو باستخدام البوابات المنطقية من نوع (Schmitt-trigger) ليعمل كمولد نبضات.
شرح عمل دائرة البوابات:

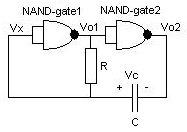
دائرة متعدد الاهتزازات غير المستقر (Astable) باستخدام البوابات.

عندما يوصل مصدر القدرة أولا إلى هذه الدائرة، فان المكثف لا يحتوي على شحنة والجهد عليه يساوي (0)، وهذا المستوى (Low) يتم عكسه عن طريق بوابة العاكس (Not) فيعطي خرج (High). المكثف (C) يبدأ في الشحن من خلال المقاومة (R)، وبزيادة الشحنة الموجب على المكثف بعد فترة من الزمن والذي يعتمد على قيمة كل من R, C لتصل هذه الشحنة إلى الحد الكافي ليمثل الدخل (High) على العاكس. هذا الدخل سوف يتسبب في جعل خرج العاكس (Low)، وبالتالي فان المكثف يبدأ بالتفريغ. وعندما تصل الشحنة على المكثف إلى المستوى (Low)، فان العاكس سوف يعطي في الخرج (High). وبالتالي تكرر الدورة مرة أخرى.

## دائرة متعدد الاهتزازات أحادي الاستقرار Monostable
دائرة متعدد الاهتزازات أحادي الاستقرار (بالإنجليزية: Monostable Multi-vibrator Circuit)‏ هي دائرة تستقر على حالة ما إلى ان يتم عمل تغيير لحالتها فتستقر على الحالة الجديدة، وهكذا.

شرح عمل الدائرة:

فعندما تكون نبضة القادح (Trigger) في المستوى (Low), وفي نفس الوقت الخرج Q يساوي (Low), فان الخرج من البوابة Nor يكون (High) وبناء عليه فان الخرج من دائرة العاكس يكون (Low) تاركا الدائرة في هذه الحالة المستقرة.
وعندما تكون نبضة القادح (High) تتسبب في جعل خرج البوابة Nor في الوضع (Low), وهذا الانتقال من (High) إلى (Low) لخرج البوابة Nor, مرتبط بدخل دائرة العاكس عن طريق المكثف, والذي يعطي (High) على طرف الخرج Q كما هو موضح من الرسم البياني للنبضات في الشكل. هذا الخرج Q يغذي خلفيا إلى الدخل الآخر للبوابة Nor ويحافظ على خرج البوابة في الوضع (Low) حتى بعد انتهاء نبضة القادح.
ملف:احادي-الاهتزاز.gif
خرج البوابة Nor سوف يجعل هنالك فرق جهد حول شبكة المقاومة والمكثف (Resistor-capacitor network), وبناء على ذلك فان المكثف سوف يبدأ في الشحن، وبعد فترة من الزمن تعتمد على قيمة كل من المكثف C والمقاومة R, فان الشحنة على المكثف تكون كافية لجعل دخل العاكس في المستوى (High) وعليه فان العاكس يصبح خرجه (Low)
وتنتهي نبضة الخرج Q.

## دائرة المزمن 555
تعتبر دائرة المزمن 555 (بالإنجليزية: 555 Timer)‏ من أغلب دوائر المزمنات استخداما وذلك لرخص ثمنها، وهي موجودة على هيئة شريحة (IC) لها ثماني أطراف كما في الشكل، والرقم 555 مستنتج من مقسم الجهد الموجود بالدائرة داخل الشريحة، والذي يتكون من ثلاث مقاومات قيم كل منها 5kΩ.
وهو مزمن عام يمكن أن يعمل في وضعين للتشغيل، أحدهما الوضع غير المستقر (Astable mode) والآخر الوضع الأحادي الاستقرار (Mono-stable mode).

### المزمنات 555 كمتعدد الإهتزازات غير المستقر
(بالإنجليزية: "555" Timer as an Astable Multi-vibrator)‏
الشكل المرفق يوضح كيفية توصيل المزمن 555 ليعمل في وضع التشغيل غير المستقر (A-stable) أو ما يطلق عليه طليق الحركة (Free Running). أشكال الموجات الموضحة في الشكل تبين لنا كيفية الشحن والتفريغ للمكثف C المتصل خارجيا بالشريحة، وكيف أن جهد الخرج يتغير ما بين +Vcc (قيمة جهد المنبع) وبين (0).
ولشرح كيفية عمل الدائرة نفرض أن الخرج لدائرة القلاب S-R في الوضع (High) ]الزمن T1 في شكل الخرج[. وهذا الخرج لدائرة القلاب سوف يعكس إلى الوضع (Low) مما يجعل ترانزستور التفريغ الداخلي (Discharge Transistor) في الوضع off.
ومع وجود هذا الترانزيستور في الوضع،OFF فإن المكثف الخارجي (C) يبدأ في الشحن في اتجاه +Vcc من خلال المقاومتان RA,RB. وعند الزمن،T2 فإن الشحنة الموجودة على المكثف تصل إلى Vcc3 ∕2, وبناء عليه فإن خرج دائرة المقارن A سيكون (High), لأن الجهد على طرفه الآخر هو Vcc3 ∕1 ويجعل دائرة القلاب في الوضع (Reset) وتصبح Q=0. وهذا يجعل الخرج (طرف 3) للمزمن 555 في المستوى (Low), وبالتالي فإن قاعدة ترانزيستور التفريغ تصبح (High), مم يجعله في الوضع.On
ومع وجود هذا الوضع في الترانزستور في الوضع ON فان المكثف C يبدأ في تفريغ شحنته. عند الزمن T3, تكون الشحنة عل المكثف قد وصلت إلى Vcc 3∕1ونتيجة لذلك فان خرج المقارن B سيكون في المستوى (High) ويضع دائرة القلاب S-R في الحالة (set) وتكون Q=1, أو عودتها إلى الحالة الأصلية لها. ترانزستور التفريغ مرة أخرى يكون في الوضع Off, ويسمح للمكثف C بالشحن وتتكرر الدورة.
وكما نرى من الشكل أن المكثف C يشحن خلال مقاومتين RA, RB إلى الجهد 2/3Vcc، ويفرغ خلال المقاومة RB إلى الجهد 1/3Vcc. ويمكن حساب الزمن tp (Positive time) عن طريق العلاقة:
Tp=0.7(RA+RB)C
والزمن Tn (negative time) يمكن حسابه عن طريق العلاقة:
tn=0.7RB*C
وعليه يكون الزمن T (زمن الدورة الكاملة) هو مجموع الزمن tp, الزمن tn
T = tp+tn =0.7(RA+2RB)C
ويمكن حساب تردد الخرج للمزمن 555 باستخدام العلاقة:
f=1/T=1/0.7(RA+2RB)C
ويمكن وضع العلاقة السابقة على ملف:
f=1.43/(RA+RB)C

### المزمن كمتعدد الاهتزازات أحادي الإستقرار Mono-stable
الشكل يوضح كيفية توصيل المزمن 555 ليعمل كمتعدد الاهتزازات أحادي الاستقرار (بالإنجليزية: 555 Timer as a Mono-stable Multi-vibrator)‏ أو ما يطلق عليه (one-shot). والأشكال الموجية في الشكل تبين علاقة الزمن لكل من دخل القادح (Input-trigger), شحن وتفريغ المكثف، والخرج النهائي للمزمن 555 عرض نبضة(Pw) يتعمد على قيم المكونات الخارجية RA,C.
عند الزمن T1, دائرة القلاب S-R تكون في حالة (Reset) وبناء عليه يكون خرجها (Low) أي Q=0. هذا الخرج (Low) من دائرة القلاب S-R يعكس عن طريق دائرة العاكس، ثم يعكس ويعزل (inverted and buffered) عن طريق المرحلة الأخيرة، ليكون الخرج للمزمن على الطرف (3) يساوي V0 أو (Low).
الخرج (Low) من دائرة القلاب S-R سوف يعكس ويظهر كدخل (High) على قاعدة ترانزستور التفريغ، فيكون في الوضع On, وبذلك يعمل الترانزستور كمسار لتفريغ المكثف إلى الأرض.
عند الزمن T2, تطبق نبضة القادح (Trigger) على الطرف (2) لدائرة المزمن 555 أحادي الاستقرار. هذه السالبة سوف تجعل الدخل السالب للمقارن B يقل Vcc3∕1, وبذلك يكون خرج المقارن B يساوي (High), ويضع دائرة القلاب S-R في الوضع (Set) أي أن الخرج Q=1. هذا الخرج (High) من دائرة القلاب S-R سوف يجعل الخرج النهائي على طرف (3) للمزمن 555 في الوضع (High) ويعمل على جعل ترانزستور التفريغ في الحالة OFF.
وعند هذه اللحظة يبدأ المكثف C في الشحن من خلال المقاومة Ra في اتجاه +Vcc كما نرى من خلال الشكل. خرج المزمن 555 يظل كما هو في الوضع (High) حتى تصل الشحنة على المكثف إلى أكثر من Vcc3∕2. فعند هذه اللحظة (T3)، فان خرج المقارن A سوف يكون (High), ويعمل على وضع دائرة القلاب S-R في الوضع (Reset), ويجعل أيضا الخرج للمزمن على الطرف (3) في الحالة (Low), وكذلك يضع ترانزستور التفريغ في الحالة On وبالتالي يبدأ المكثف C في تفريغ شحنته.
والدائرة سوف تظل في هذه الحالة المستقرة حتى تصل نبضة القادح الجديدة وذلك لتكرار الدورة مرة أخرى.
الحافة الموجبة(Leading edge) لنبضة الخرج تحدث عن طريق نبضة القادح، بينما الحافة السالبة (Trailing edge) لنبضة الخرج تعتمد على زمن الشحن للمكثف C من خلال المقاومة RA والذي بدوره يعتمد على قيم هذه المكونات. ويمكن حساب عرض نبضة الخرج من العلاقة التالية:
Pw=1.1*RA*C